# Elaphoglossum fonckii
Elaphoglossum fonckii är en träjonväxtart som först beskrevs av Rodolfo Amando Philippi, och fick sitt nu gällande namn av Moore. Elaphoglossum fonckii ingår i släktet Elaphoglossum och familjen Dryopteridaceae. Inga underarter finns listade.